# El Cuá
El Cuá é um município da Nicarágua, situado no departamento de Jinotega. Tem 637 km² de área e sua população em 2020 foi estimada em 71.416 habitantes.